# Jan Wrana
Jan Andrzej Wrana (ur. 2 grudnia 1946 w Krakowie) – polski architekt, dr. hab inż.

## Życiorys
Absolwent Wydziału Architektury Politechniki Krakowskiej (1971). W roku 2001 uzyskał stopień doktora architektury. Obecnie adiunkt na wydziale Budownictwa i Architektury Politechniki Lubelskiej. Od roku 2008 kierownik Samodzielnej Pracowni Architektury Politechniki Lubelskiej.

## Ważniejsze projekty i realizacje
- Rewaloryzacja starego miasta Misurata, (Libia)
- Rewitalizacja zamku Czocha
- Przebudowa i modernizacja Zamku Królewskiego na Wawelu (budynek nr 5)
- Wyższa Szkoła im. B. Jańskiego w Warszawie
- Rewaloryzacja rynku i ratusza w Żelechowie
- Centrum Kultury i Rekreacji "Za Stawem" w Ostrowi Mazowieckiej
- Zagospodarowanie piwnic przy ul. Podwale w Krakowie - pub "CK Browar"
- Liczne obiekty dydaktyczno-sportowe (m.in. Warszawa-Praga, Józefów, Piastów, Żelechów etc.)
- Liczne rewaloryzacje kamienic krakowskich